# 克羅斯基斯 (路易斯安那州)
克羅斯基斯（英語：Crosskeys）是位於美國路易斯安那州卡多堂區和紅河堂區的一個非建制地區。

## 地理
克羅斯基斯所處的海拔為高於海平面42米（即138英呎），而該地所採用的時區為UTC-6，即北美中部時區（CST）。同時該地設有夏令時間，為UTC-6調快一小時，即UTC-5（CDT）。